# Abdharetat
Abdharetat, Sohn des Abdʿobodat, war ein Nabatäischer Steinmetz, der im frühen 1. Jahrhundert in Hegra wirkte.
Abdharetat ist von einer Inschrift am Qasr es-Sane, einer Grabfassade in der nabatäischen Stadt Hegra bekannt. Laut der Inschrift hat Abdharetat diese Grabfassade im 17. Regierungsjahr des Königs Aretas IV., also im Jahr 8/9, geschaffen. Die Fassade wurde im üblichen Stadtstil des Treppengrabes gefertigt. Sein Bruder Wahballahi war ebenfalls Steinmetz, dessen Sohn Abdʿobodat setzte die Tradition der Familie fort.